# Приазовский рабочий
«Приазовский рабочий» (с апреля 1919 года — «Известия Мариупольского военно-революционного комитета»; 20-е годы XX ст. — «Известия Мариупольского ревкома и парткома», «Приазовская правда», «Наша правда», «Приазовский пролетарий»; с 16 апреля 1937 — «Приазовский рабочий») — русскоязычная региональная газета Украины.
Распространяется на юге Донбасса, имеет самый большой тираж по количеству подписчиков Донецкой области (по итогам подписной кампании 2010 года).

## История
Издаётся в Мариуполе с 9 марта 1918 года. Тогда газета носила название «Революционное слово» и её издание было прервано после того, как Мариуполь был занят австро-немецкими войсками. После окончания гражданской войны издание вышло под названием «Наша правда».
3 апреля 1924 года перешла в статус сельской окружной, вместо неё была создана городская газета «Приазовский пролетарий», которая впоследствии и была переименована в «Приазовский рабочий». В годы Второй мировой войны с началом оккупации Мариуполя выпуск газеты прервался и был восстановлен после освобождения города в 1944 году в формате «две тетрадные страницы». На выпуск большим форматом Приазовский рабочий перешёл в 1967 году.
Газета приостановила работу в связи с вторжением России на Украину. Последний выпуск вышел 23 февраля 2022 года.
В мае 2022 года возобновила работу как издание Республиканского мидиахолдинга ДНР, новый номер газеты вышел ко Дню Победы тиражом 30 тыс. экземпляров.

## Описания
Газета имеет собственную типографию, торговую сеть и магазин. Число работников (по состоянию на 2008 год) — около 100 человек.
Редакция газеты входит в ЧАО «Газета „Приазовский рабочий“», которое также выпускает издания «Неделя. Аргументы, факты, события», «Дом советов», «Привет, ребята!», имеет рекламное агентство. Фактическим владельцем газеты является компания SCM, которой принадлежит 88,69 % акций ЧАО «Приазовский рабочий».

## Награды
В 2008 году ЧАО «Газета „Приазовский рабочий“» заняло 5-е место в Национальном бизнес-рейтинге в отрасли «Печатание газет».